# Stenotoxodera porioni
Stenotoxodera porioni är en bönsyrseart som beskrevs av Roger Roy 2009. Stenotoxodera porioni ingår i släktet Stenotoxodera och familjen Toxoderidae. Inga underarter finns listade i Catalogue of Life.